# Masterful Mystery Tour
Masterful Mystery Tour – drugi studyjny album zespołu Beatallica. Zawiera zarówno niewykorzystaną na pierwszym LP część materiału z dwóch EP zespołu, jak i utwory premierowe.

## Lista utworów
1. The Battery Of Jamyz And Yoko
2. Masterful Mystery Tour
3. Fuel On The Hill
4. And I'm Evil
5. Everybody's Got A Ticket To Ride Except For Me And My Lightning
6. Running For Your Life
7. The Thing That Should Not Let It Be
8. Hero Of The Day Tripper
9. Got To Get You Trapped Under Ice
10. I'll Just Bleed Your Face
11. I Want To Choke Your Band
12. Tomorrow Never Comes